# Euthamia
Genre
Classification phylogénétique
Euthamia est un genre de plantes à fleurs de la famille des Asteraceae.

## Liste d'espèces
- Euthamia caroliniana (L.) Greene ex Porter & Britton
- Euthamia graminifolia (L.) Nutt.
- Euthamia gymnospermoides Green
- Euthamia leptocephala (Torr. & A.Gray) Greene ex Porter & Britton
- Euthamia minor (L.) Nutt.
- Euthamia occidentalis Nutt.